# Comitetul internațional pentru standardele tehnologiei informației
Comitetul internațional pentru standardele tehnologiei informației, sau (CISTI) reprezintă un forum de dezvoltatori IT aprobat de către ANSI. În trecut fiind cunoscută și ca X3.
Grupurile pentru standarde tehnice și comitetele tehnice au promovat numeroase standarde, precum:
- T10 - SCSI
- T11 (X3T9.3) - fibră optică
- T13 - PATA

CISTI coordonează standarde tehnice între ANSI în America și comitete globale precum ISO. Acest lucru creează mecanisme de implementare a standardelor care vor fi folosite de multe națiuni.

## Istorie
Forumul a fost înființat în 1960 de cu ajutorul Consiliului tehnologie informațională industrială (CTII), care erau o asociație de producători de IT și servicii cunoscute ca Business Equipment Manufacturers' Association (BEMA). Prima întâlnire a avut loc în februarie 1961 împreună cu CTII. X3 a fost înființat sub American National Standards Institute (ANSI)(Institutul american național pentru standarde). Forumul a fost redenumit Comitetul pentru standarde acreditate CNSTI(comitetul național pentru standardele tehnologiei informaționale) în 1997, primind numele curent în anul 2001.